# Loffo Camara
Loffo Camara (Kindia, 1925 – Conakry, 25 gennaio 1971) è stata una politica guineana.

## Biografia
Attivista del Partito Democratico di Guinea nella città di Macenta, fu membro dell'assemblea nazionale della Guinea e del comitato centrale del PDG. Fu ministro degli Affari Sociali dal 1961 al 1968, prima donna guineana a ricoprire un incarico politico così importante.
Entrò in seguito in conflitto con il presidente Ahmed Sékou Touré per aver fatto parte di coloro che chiedevano un rinnovo dell'amministrazione statale, venendo così esclusa dall'incarico con il rimpasto di governo voluto da Touré nel 1967, che aveva accentrato nelle sue mani ancor di più la politica del paese.
Ormai invisa al dittatore, nel dicembre 1970 fu accusata di essere una delle cospiratrici dell'Operazione Mare Verde condotta dal Portogallo contro il regime di Touré e, internata a Camp Boiro, il campo di concentramento a Conakry in cui venivano reclusi i nemici del regime. A Camp Borio, dopo essere stata brutalmente torturata per estorcerle una confessione, fu giustiziata sommariamente il 25 gennaio 1971.